# Vilim Harangozo
Vilim Harangozo (* 25. Januar 1925 in Subotica; † 14. Januar 1975 in Belgrad) war ein jugoslawischer Tischtennisspieler. Er wurde einmal Weltmeister und war später Bundestrainer in Deutschland.

## Aktiver
Vilim Harangozo war ein Abwehrspieler, der bereits im Alter von 14 Jahren jüngster jugoslawischer Nationalspieler aller Zeiten wurde. Er gewann mehrere nationale jugoslawische Meisterschaften. 1954 siegte er in Berlin bei den Internationalen Deutschen Meisterschaften im Einzel vor Richard Bergmann und im Doppel mit Josip Vogrinc. Das gleiche Doppel holte hier auch 1960 den Titel. Vor dem Zweiten Weltkrieg war Harangozo auch für die ungarischen Meisterschaften spielberechtigt. 1942 wurde er mit seinem Bruder Tibor ungarischer Meister im Doppel. Im gleichen Jahr gewann er mit dem Verein Szabadkai Atlétikai és Torna Club die ungarische Mannschaftsmeisterschaft.
Von 1948 bis 1959 war Harangozo achtmal bei Weltmeisterschaften vertreten. 1954 wurde er zusammen mit Žarko Dolinar Weltmeister im Doppel. Ein Jahr später holte er mit dem gleichen Partner Silber. Eine Silbermedaille hatte er bereits 1951 im Mixed mit der Österreicherin Ermelinde Wertl errungen.
Bei der Europameisterschaft 1958 erreichte er im Einzel das Halbfinale.
In der Weltrangliste belegte er 1951/52 Platz 6.

## Trainer
Nach dem Ende seiner aktiven Laufbahn arbeitete er als Trainer der jugoslawischen Nationalmannschaft. Bei der Tischtennisweltmeisterschaft 1965 in Ljubljana führte er die jugoslawische Mannschaft als bestes europäisches Team auf den 4. Platz. Im November 1965 wurde er vom Deutschen Tischtennis-Bund DTTB als Trainer eingestellt. Er war der erste Bundestrainer in Deutschland. In seiner Amtszeit wurden sowohl die deutsche Herrenmannschaft 1969 als auch Eberhard Schöler im Einzel Vizeweltmeister. Die deutschen Damen wurden 1968 Mannschafts-Europameister. Im August 1971 trat er zurück und wurde von Hans Alsér abgelöst.

## Ehrungen
In Harangozos Heimatstadt Subotica wurde 1976 zu seinen Ehren im Park nahe der Sporthalle eine Büste aufgestellt, zugleich wurde in diesem Stadtviertel eine Straße nach ihm benannt.

## Privat
Sein älterer Bruder Tibor Harangozo (* 1922; † 1978) war auch ein jugoslawischer Tischtennisnationalspieler, der an drei Weltmeisterschaften teilnahm.

## Turnierergebnisse
| Verband | Veranstaltung       | Jahr | Ort       | Land | Einzel        | Doppel        | Mixed         | Team |
| ------- | ------------------- | ---- | --------- | ---- | ------------- | ------------- | ------------- | ---- |
| YUG     | Europameisterschaft | 1958 | Budapest  | HUN  | Halbfinale    |               |               |      |
| YUG     | Weltmeisterschaft   | 1959 | Dortmund  | FRG  | letzte 32     | letzte 32     | keine Teiln.  | 5    |
| YUG     | Weltmeisterschaft   | 1957 | Stockholm | SWE  | letzte 32     | letzte 16     | keine Teiln.  | 5    |
| YUG     | Weltmeisterschaft   | 1955 | Utrecht   | NED  | letzte 32     | Silber        | letzte 16     | 5    |
| YUG     | Weltmeisterschaft   | 1954 | Wembley   | ENG  | letzte 32     | Gold          | letzte 32     | 4    |
| YUG     | Weltmeisterschaft   | 1953 | Bukarest  | ROU  | Viertelfinale | Viertelfinale | letzte 32     | 5    |
| YUG     | Weltmeisterschaft   | 1951 | Wien      | AUT  | letzte 32     | letzte 16     | Silber        | 3    |
| YUG     | Weltmeisterschaft   | 1949 | Stockholm | SWE  | letzte 16     | Viertelfinale | Viertelfinale | 7    |
| YUG     | Weltmeisterschaft   | 1948 | Wembley   | ENG  | letzte 32     | Viertelfinale | keine Teiln.  | 5    |